# Gatehouse of Fleet
Gatehouse of Fleet ist eine Ortschaft im Süden der Council Area Dumfries and Galloway in Schottland. Der Ort hat 986 Einwohner.

## Geschichte
Die heutige Ortschaft entstand erst Mitte des 18. Jahrhunderts, es gibt aber in der Umgebung Bauwerke, die deutlich älter sind. In der Nähe befindet sich beispielsweise ein befestigter Wohnturm aus dem 15. Jahrhundert. Das erste Bauwerk der Stadt ist ein früheres Lagerhaus und heutiges Hotel, das 1765 gebaut wurde. Ursprünglich war das „Gait house“ nur ein Posten an der wichtigen Route nach Portpatrick und Irland, entwickelte sich aber bis 1850 zu einem prosperierenden Standort der Baumwollverarbeitung. 1795 hatten sich bereits vier Baumwollspinnereien, eine Messinggießerei, eine Brauerei, eine Seifenfabrik, eine Gerberei und doppelt so viele Einwohner wie heute angesiedelt. Der Grund für diese Entwicklung ist in der Nähe zum Loch Whinyeon zu finden, da von dort das Wasser für die Mühlen der Spinnereien bezogen wurde.

## Verkehrsanbindung
Gatehouse of Fleet liegt an der A75. Es bestehen Bahnverbindungen nach Dumfries, Barrhill und Stranraer. Gatehouse ist Teil der Reisebuslinie London-Belfast und des Fährenverkehrs nach Belfast und Larne.

## Persönlichkeiten
- Thomas Faed (1826–1900), Maler des Realismus
- James Learmonth (1895–1967), Chirurg